# Francisco Joaquim Vilela
Capitão Francisco Joaquim Vilela (1796 - 1868) foi um militar, sertanista e agricultor brasileiro, considerado um dos pioneiros no desbravamento do Sudoeste Goiano junto com o seu filho José Manuel Vilela, tinha patente de capitão da Guarda Nacional.

## Origem
- A família Vilela é Originária da freguesia de Santa Maria das Palmeiras nos arredores de Braga em Portugal lá nasceu Domingos Vilela, que se casou no Brasil com Maria do Espírito Santo, natural da Freguesia de São João del Rei Minas Gerais, filha da Açoriana Júlia Maria da Caridade (uma das Três Ilhoas) e de Diogo Garcia, recebendo 3.000 Cruzados de dote e mais alfaias, o casal se estabeleceu em sua Fazenda "Morro da Boa Vista" em Serranos freguesia de Aiuruoca, onde tinha recebido sesmarias em 1753.
- Francisco Joaquim Villela era filho de José Joaquim Villela e Maria Mendes de Brito e neto paterno de Domingos Villela, nasceu e cresceu na fazenda Leitão em Espírito Santo dos Coqueiros distrito de Lavras do Funil, hoje município de Coqueiral, Minas Gerais.[3]

## Filhos
Quando moço Francisco teve aventura amorosa com Antônia Maria do Espírito Santo com quem teve uma filha; Flávia Joaquina Villela.
Em um outro enlace teve sérios problemas quando seduzido e engravidado Floriana Borges da Silva mocinha de muito pouca idade, filha de Matias da Silva Borges (sobrinho) fazendeiro descendente de Bandeirantes Paulistas, desbravadores daqueles sertões doadores de patrimônio para criação do distrito de Espírito Santo dos Coqueiros, hoje Coqueiral, a família da moça quis lavar sua hora foi preciso à intervenção de José Joaquim Vilela pai do rapaz. Mesmo contra o gosto de sua família, Floriana ainda teve outro filho as escondidas com Francisco, os dois filhos do casal foram  Manuel Francisco Vilela e José Manuel Vilela.
José Manuel Vilela foi o parceiro do pai na viagem ao desconhecido sertão de Goiás.
- Francisco Joaquim Villela se casou com Ana Esméria de Andrade com ela teve 13 filhos, enviuvou-se em 1840 e se casou novamente com a sobrinha Genoveva Maximiana Villela com quem teve 2 filhos.

## Viagem a Goiás
Se aproveitando do decreto provincial nº11 que isentava de imposto por dez anos quem ocupasse terras desabitada no sul de Goiás vários fazendeiros do sudeste começaram a montar fazendas em direção oeste e as margens esquerda do rio Paranaíba.
No ano de 1836 o Capitão Francisco Joaquim Villela e seu filho José Manuel Vilela partiram em uma pequena expedição para procurar novas terras para criação de gado.
Em setembro de 1836 chegaram às margens do rio “Claro” antes chamado de Rio dos Pasmados, demarcaram terras entre as margens do rio Claro e do  ribeirão Ariranha.

## Doação de patrimônio
Francisco Joaquim Villela, Foi doador de terras em Goiás para a construção de capela, batizada com o nome de Patrimônio da Capela do Divino Espírito Santo do Paraíso, lugar que deu origem ao povoado que veio a se tornar a cidade de Jataí. A escritura de doação foi assinada na antiga cidade de Espírito Santo dos Coqueiros, em Minas Gerais, terra natal desse pioneiro, em 13 de maio de 1848, Na escritura assinou também sua segunda esposa, Genoveva Maximina Villela. O registro da escritura só foi feito oito anos depois, em 5 de agosto de 1856, em cartório de Dores do Rio Verde. 
Francisco Joaquim Vilela morreu em 1868, em Coqueiral Minas Gerais sua terra natal.